# Leo White
Leo White (10 de noviembre de 1873 - 20 de septiembre de 1948) fue un actor británico-estadounidense nacido en Alemania quién trabajó como actor de género en varias películas de Charles Chaplin.

## Biografía
Nacido en Alemania, White pasó su crianza en Inglaterra, donde comenzó a trabajar en obras teatrales. Fue traído a Estados Unidos bajo la égida de Daniel Frohman, un productor de Broadway. Comenzó su carrera cinematográfica en 1911 y en 1913 empezó a trabajar enEssanay Studios. En 1915, comenzó a hacer apariciones en las películas cómicas de Chaplin y continuó trabajando en las películas cómicas de Mutual Film protagonizadas por Chaplin. Su última aparición en una película de Chaplin fue en un papel menor en la película The Great Dictator, estrenada en 1940.
White trabajó como actor y director de cine en Triple Trouble (1918), la última película protagonizada por Chaplin de Essanay Studios. Chaplin reconoció Triple Trouble en su autobiografía, pero en realidad no participó en la producción. (White había filmado nuevas escenas alrededor de imágenes existentes de Chaplin.)
White solía interpretar a villanos continentales, personas apuestas o nobles, y esto hizo que lo encasillaran durante el resto de su carrera cinematográfica. Durante la década de 1940, interpretaba a personas francesas excitables en cortometrajes y largometrajes. Antes de su muerte en 1948, White había aparecido en más de 400 películas. 
White murió en Glendale, California, debido a un ataque al corazón el 20 de septiembre de 1948 a los 74 años. Fue enterrado en el Grand View Memorial Park Cemetery en Glendale.